# Brestská pevnost (film)
Brestská pevnost (rusky Брестская крепость, transkripcí Brestskaja kreposť, bělorusky Берасьцейская крэпасьць) je rusko-běloruský válečný film z roku 2010 režiséra Alexandra Kotta.
Film vypráví Saša Akimov, v době událostí patnáctiletý kadet hudebního oddílu 333. pluku. Popisuje události z června 1941, kdy vojska německého Wehrmachtu během úvodní fáze operace Barbarossa napadla Sovětský svaz. Sovětští vojáci pevnosti Brest musí čelit německému obklíčení, ačkoli na útok nebyli vůbec připraveni. Střediska odporu jsou soustředěna do tří zón, vzdorující obránce vedou major Pjotr Gavrilov, politický komisař Jefim Mojsejevič Fomin a velitel 9. předsunuté hlídky poručík Andrej Mitrofanovič Kiževatov, z jejich pohledu jde o začátek Velké vlastenecké války.
Snímek vznikl na základě rusko-běloruského svazku o spolupráci na 65. výročí vítězství nad fašismem ve Velké vlastenecké válce. Na zvláštních efektech pracovaly 4 specializované firmy pod vedením moskevského studia Cinemateka. Film obsahuje více než 500 scén, které byly vytvořeny za pomoci počítačové grafiky s využitím programu Cerbero.

## Herecké obsazení

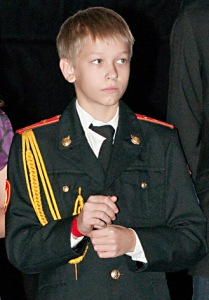
Alexej Kopašov, představitel Saši Akimova.

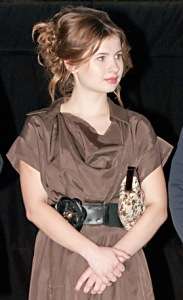
Anna Cukanovová, představitelka Soni.

| Alexej Kopašov        | Saša Akimov, patnáctiletý kadet hudebního oddílu 333. pluku, vypravěč |
| Veronika Nikonovová   | Aňa Kiževatovová, dcera A. Kiževatova                                 |
| Alexandr Koršunov     | major Pjotr Gavrilov                                                  |
| Andrej Merzlikin      | velitel 9. předsunuté hlídky nadporučík Andrej Mitrofanovič Kiževatov |
| Pavel Děrevjanko      | plukovní politický komisař Jefim Alexejevič Fomin                     |
| Benik Arakeljan       | politruk Samuel Matevosjan                                            |
| Sergej Cepov          | kapitán Ivan Zubačev                                                  |
| Jurij Anpilogov       | Koftun                                                                |
| Maxim Kostromykin     | Nikolaj                                                               |
| Anna Cukanovová       | Soňa                                                                  |
| Anatolij Kot          | diverzant                                                             |
| Michail Pavlik        | Weinstein                                                             |
| Sergej Vlasov         | staršina Kavaljonok                                                   |
| Alexandr Sirin        | Dr. Maslov                                                            |
| Jevgenij Cyganov      | Počernikov                                                            |
| Taťjána Kaminová      | Šura Počernikovová                                                    |
| Jana Jesipovičová     | paní Kiževatovová                                                     |
| Madlen Džabrailovová  | paní Gavrilovová                                                      |
| Dmitrij Kuličkov      | Karelin                                                               |
| Alexandr Sapcov       | starší bratr Saši Akimova                                             |
| Kirill Boltajev       | Vinogradov                                                            |
| Viktor Strelčenko     | Ponomarenko                                                           |
| Maxim Litovčenko      | Tereščenko                                                            |
| Dmitrij Jesenevič     | Chrušč                                                                |
| Maxim Krečetov        | Bobkov                                                                |
| Nodar Džanelidze      | Tugušev                                                               |
| Valerij Ivakov        | Melničenko                                                            |
| Jevgenij Charitonov   | Grigorjev                                                             |
| Anton Starovojtov     | Davydov                                                               |
| Rinat Ibragimov       | Kasatkin                                                              |
| Jevgenij Sangandžijev | Kukumbajev                                                            |
| Michail Jevlanov      | Proskurin                                                             |

## Děj
Saša Akimov, patnáctiletý kadet hudebního oddílu 333. pluku hraje na baskřídlovku s kapelou 21. června 1941 v městském parku v běloruském Brestu. O rodiče přišel ve španělské občanské válce. Jeho starší bratr zaslechne, že hraje falešně a pošle ho do pevnosti cvičit. I když sem tam proniknou do města zprávy, že se blíží německá invaze, nikdo tomu nevěří. Jediným skeptikem je velitel pluku Pjotr Gavrilov, kterého soudruh Weinstein obviňuje za šíření poplašných zpráv proti spojencům (Německo bylo do vypuknutí války de facto sovětským spojencem dle paktu Ribbentrop–Molotov). Gavrilov správně poukazuje (jak se později ukáže) na závažné nedostatky v obraně a organizaci.
Město žije svým poklidným životem, v biografu se promítají filmy, které vozí Kolja. Ten je zamilovaný do místní prodavačky Soni. Saša Akimov má také vyhlédlou dívku, Aňu Kiževatovovou, dceru důstojníka A. Kiževatova. Zrovna společně rybaří, když začne německý útok. Letadla bombardují pevnost i město a vypuká panika. Mnoho lidí se domnívá, že se jedná pouze o vojenské cvičení. Jsou vyvedeni z omylu teprve poté, když začnou explodovat bomby blízko budov. Dezorientovaná posádka prchá, než se několika velitelům podaří alespoň provizorně zformovat obranu. Kolja se Soňou jsou schováni v jedné z budov. Němci odpojili přívod vody a obsadili břehy řeky, což obráncům nedává mnoho šancí. Saša se rozhodne přidat se k obráncům. Následují dny urputných bojů, masakru civilistů, německých snah o dobytí pevnosti a tvrdého odporu sovětských vojáků. Situace se jeví beznadějná. Saša se vydá pátrat po Ani, která se nevrátila. Nalezne ji v jedné z budov a přikáže jí, aby tam na něj počkala, musí předat vzkaz izolované jednotce majora Gavrilova o plánovaném protiútoku. Protiútok je německými silami snadno odražen a zbytek sovětských vojáků ustupuje zpět. Saša bere Aňu k její rodině, Kiževatov se ženou se již domnívali, že je mrtvá. Němci dávají obráncům ultimátům, aby se vzdali. Vysílají propagandistické hlášení, v němž označují svůj útok za osvobozování SSSR od bolševismu. Slibují nový a lepší život. Velitel Kiževatov přesvědčí svou družku, aby odešla s ostatními ženami, dětmi a zraněnými do německého zajetí. Tam existuje malá šance na přežití, v pevnosti by je čekala jistá smrt. Velitelé si již uvědomují bezvýchodnost situace. Vědí, že Rudá armáda je pod německým tlakem na ústupu a že jim nepřijde na pomoc. To ostatně potvrdil i jeden z německých zajatců a sestřelený sovětský pilot.
Saša doprovází Aňu a odchází s ostatními do zajetí, ale v lese se mu podaří uprchnout zpět do pevnosti. Německé jednotky postupují do pevnosti a likvidují izolovaná ohniska odporu. Počínají si velmi brutálně. Budovy, kde se ukrývají mimo vojáků také ženy a zranění, kteří se odmítli vzdát, vypalují plamenomety. Ty, kterým se podaří přežít toto peklo, berou Němci do zajetí. Německý důstojník pátrá po politických komisařích a Židech. Jefim Alexejevič Fomin je odváděn do zajetí. Když zaslechne německého velitele, který se shání po komisařích, přihlásí se, ačkoli by snad mohl zajetí přežít. Jeho hrdost mu však nedovolí zachovat se zbaběle. Pohrdavě odpoví, že je komisařem, komunistou a Židem zároveň. Je odveden ke zdi a okamžitě zastřelen. Kolja (přítel Soni, který se bojácně ukrýval před bojem, dokud jej Němci nedopadli) dostane od jednoho německého důstojníka za úkol posbírat z uniforem mrtvých sovětských vojáků odznaky. Když narazí mezi těly i na mrtvou Soňu, uvědomí si, že jeho budoucnost by za nic nestála. Do přilby s odznaky vloží nalezený granát a odpálí jej v blízkosti Němců. Poručík Andrej Mitrofanovič Kiževatov se odmítne vzdát a bojuje do poslední chvíle, než mu dojde munice.
Závěrem filmu Saša Akimov (který válku přežil) jmenuje osudy velitelů, kteří po válce obdrželi vyznamenání (často posmrtně). Major Gavrilov přežil a byl vyloučen z Komunistické strany Sovětského svazu, teprve v roce 1957 byl rehabilitován a odměněn titulem „Hrdina Sovětského svazu“. Týž titul obdržel i poručík Kiževatov. Jefim Alexejevič Fomin obdržel posmrtně „Leninův řád“.

## Citáty
„Představoval jsem si válku. Ale nepředstavoval jsem si takovou válku. Všichni ji očekávali, ale nikdo ji neočekával tak brzo. Jednoduše a strašně.“ (Saša Akimov)

## Kritika
Film se nejprve promítal neveřejně v Brestu a Moskvě 22. června 2010 (výročí napadení SSSR Německem). V říjnu 2010 bylo oficiálně zahájeno jeho promítání v kinech v Bělorusku a v listopadu téhož roku poté i v Rusku. Setkal se s kladným přijetím u kritiky , ačkoli někteří historikové (např. Alexej Isajev či Mark Solonin) upozornili na některé historické nepřesnosti ve filmu. Dle tisku se film líbil i ruskému premiérovi Vladimiru Putinovi a prezidentu Dmitriji Medveděvovi.